# Казалишни живот или смрт
Казалишни живот или смрт је југословенски телевизијски филм из 1981. године. Режирали сз га Желимир Орешковић и Петар Шарчевић а сценарио је написао Павао Павличић.

## Улоге
| Глумац           | Улога             |
| ---------------- | ----------------- |
| Миљенко Брлечић  | Режисер           |
| Саша Дабетић     | Трагеткиња        |
| Јурица Дијаковић | Шаптач            |
| Петар Добрић     | Лијечник          |
| Душко Гојић      | Новинар           |
| Иво Кадић        | Салонски глумац   |
| Ксениа Прохаска  | Љубавница         |
| Томислав Ралиш   | Карактерни глумац |
| Божидар Смиљанић | Инспектор         |
| Том Стојковић    | Комичар           |